# Зубари (Хмельницкая область)

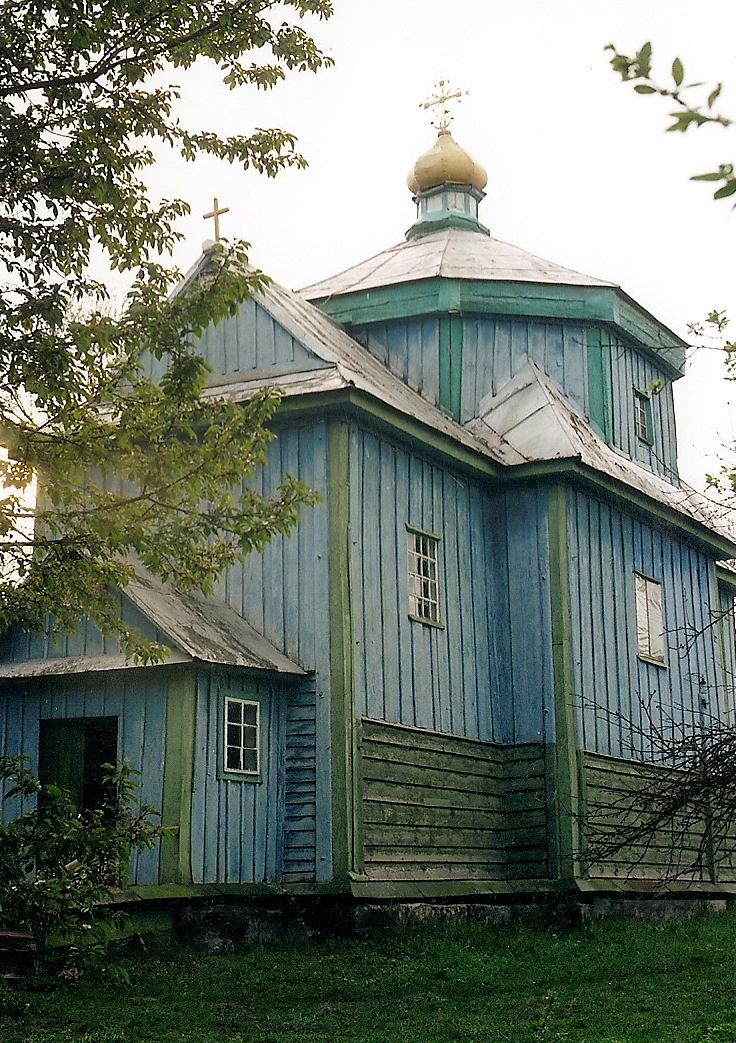
Церковь в селе

Зубари (укр. Зубарі) — село в Изяславском районе Хмельницкой области Украины.
Население по переписи 2001 года составляло 352 человека. Почтовый индекс — 30356. Телефонный код — 3852. Занимает площадь 1,171 км². Код КОАТУУ — 6822188102.

## Местный совет
30354, Хмельницкая обл., Изяславский р-н, с. Тышевичи, ул. Молодёжная, 25